# Lac du Pasteur (La Tuque)
Pour les articles homonymes, voir Pasteur.
Le lac du Pasteur (anciennement appelé Lac Croche) est un plan d'eau douce du territoire de la ville de La Tuque, dans la région administrative de la Mauricie, au Québec, au Canada.
Depuis le milieu du XIXe siècle, la foresterie a été l'activité économique dominante du secteur. Une route forestière secondaire fait le tour du lac du Pasteur et du lac Boucane par le sud, et se rattache à la route forestière qui longe la rivière aux Rats (Mauricie).

## Géographie
Le lac du Pasteur est situé à l'ouest de la rivière Saint-Maurice et au sud de la rivière aux Rats (Mauricie). Le "lac du Pasteur" est situé au nord du lac Carouge dont il semble être le prolongement naturel sans y être connecté par l'eau. À partir de ce secteur de la rivière aux Rats (Mauricie), une vallée encaissée entre des montagnes descend vers le sud-est en courbant progressivement vers l'est pour devenir le bassin versant de la rivière Wessonneau Nord. Les lacs "du Pasteur" et "Carouge" sont les premiers plans d'eau dans la partie nord de cette vallée.
Les bassins versants voisins du lac du Pasteur sont :
- du côté nord, la rivière aux Rats (Mauricie),
- du côté sud, le versant de la rivière Wessonneau Nord,
- du côté ouest, la rivière Bellavance.

Le lac du Pasteur est approvisionné à l'est par la décharge du lac Boucane (altitude de 290 m) et à l'ouest par la décharge des lacs Pierre (altitude de 289 m), Lemoine, Boulet (altitude de 332 m), Pérou (altitude de 382 m), Cendré (altitude de 345 m), Fauvette (altitude de 398 m), Châtoyant, Kasko, Maska, Croisette (altitude : 421 m) et Moz.
L'embouchure du lac Pasteur est située au fond d'une baie au nord où il se décharge dans la rivière aux Rats (Mauricie) située 48 m plus bas (altitude de 242 m). L'embouchure de cette décharge se déverse entre deux chutes de la rivière aux Rats.

## Toponymie
Le terme "pasteur" est dérivé de la toponymie chrétienne.
Le toponyme "lac du Pasteur" a été officialisé le 5 décembre 1968 à la Banque des noms de lieux de la Commission de toponymie du Québec.